# 패트릭 게디스

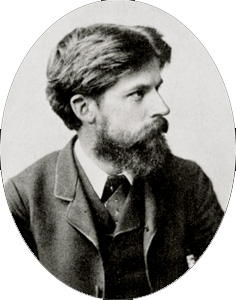
1886년 모습

패트릭 게디스 경(Sir Patrick Geddes FRSE, 1854년 10월 2일 – 1932년 4월 17일)은 스코틀랜드의 생물학자, 사회학자, 콩트 실증주의자, 지리학자, 자선가 및 선구적인 도시 계획가였다. 도시 계획과 사회학 분야에서 혁신적인 사고로 유명하다. 저서로는 사회과학의 '글로벌하게 생각하고 지역적으로 행동하라' 개념의 초기 사례 중 하나가 포함되어 있다.
오귀스트 콩트(Auguste Comte)와 피에르 기욤 프레데리크 르 플레(Frederic LePlay)의 철학을 따라 건축과 계획에 '지역(region)'이라는 개념을 도입하고 '연담도시화(conurbation)'라는 용어를 만들어냈다. 나중에 과도한 상업화와 화폐 지배에서 벗어나 세상을 재창조하는 방법으로 "신기술"(neotechnics)을 정교하게 만들었다.
정력적인 프랑스 애호가인 게디스는 1924년 프랑스 몽펠리에의 국제 교육 기관인 스코틀랜드 대학(Collège des Écossais)의 창립자였으며 1920년대에는 샤토 다사스(Château d'Assas)를 인수하여 도시 연구 센터를 설립했다.